# Markus Stoffels
Markus Stoffels (* 30. Dezember 1963 in Bonn) ist ein deutscher Jurist und Professor an der Universität Heidelberg.

## Leben
Nach Abitur und Grundwehrdienst studierte Stoffels von 1984 bis 1990 Rechtswissenschaften an der Universität Bonn. 1990/91 erhielt er ein Promotionsstipendium des „Arbeitskreises Wirtschaft und Recht“ des Stifterverbandes für die Deutsche Wissenschaft. Anschließend war er bis 1993 als wissenschaftliche Hilfskraft bei Peter Hanau am Forschungsinstitut für Sozialrecht der Universität zu Köln tätig. 1993 wurde er an der Universität Köln mit einer von Hanau betreuten Arbeit zum „Vertragsbruch des Arbeitnehmers“ zum Dr. iur. promoviert. Nach der Zweiten Juristischen Staatsprüfung wurde Stoffels 1994 zunächst wissenschaftlicher Mitarbeiter und Ende 1995 wissenschaftlicher Assistent an der FernUniversität Hagen, wo er für das Weiterbildungsprojekt „Recht für Patentanwältinnen und Patentanwälte“ zuständig war. 2001 habilitierte er sich mit einer von Ulrich Eisenhardt und Ulrich Preis betreuten Untersuchung zum Thema „Gesetzlich nicht geregelte Schuldverträge - Rechtsfindung und Inhaltskontrolle“. Im gleichen Jahr nahm er einen Ruf auf den Lehrstuhl für Bürgerliches Recht der Universität Bonn an. 2003 erhielt er Rufe an die FernUniversität Hagen sowie an die Universität Passau, wovon er letzteren annahm. Er wurde daraufhin Inhaber des zuvor von Wolfgang Hromadka besetzten Lehrstuhls für Bürgerliches Recht, Arbeitsrecht, Handels- und Gesellschaftsrecht.
2007 wechselte Stoffels an die Universität Osnabrück und war dort Inhaber des Lehrstuhls für Bürgerliches Recht, Arbeitsrecht, Handels- und Gesellschaftsrecht. 2011 lehnte er einen Ruf an die Universität Mannheim ab und nahm einen Ruf an die Ruprecht-Karls-Universität Heidelberg zum Sommersemester 2012 an.